# Freden i Paris (1763)
 For alternative betydninger, se Freden i Paris. (Se også artikler, som begynder med Freden i Paris)
Pariserfreden blev indgået i år 1763. Pariserfreden var den officielle slutning på den strid som stod mellem England og Frankrig under Syvårskrigen (1756–1763). Fredsaftalen sikrede Englands rolle som den førende europæiske kolonimagt. På grund af Ruslands fredsaftale med Preussen og England, foruden en række alvorlige militære nederlag både i Europa og i de nordamerikanske kolonier, havde Frankrig intet andet valg end at anerkende Englands krav.